# キンダ・カ

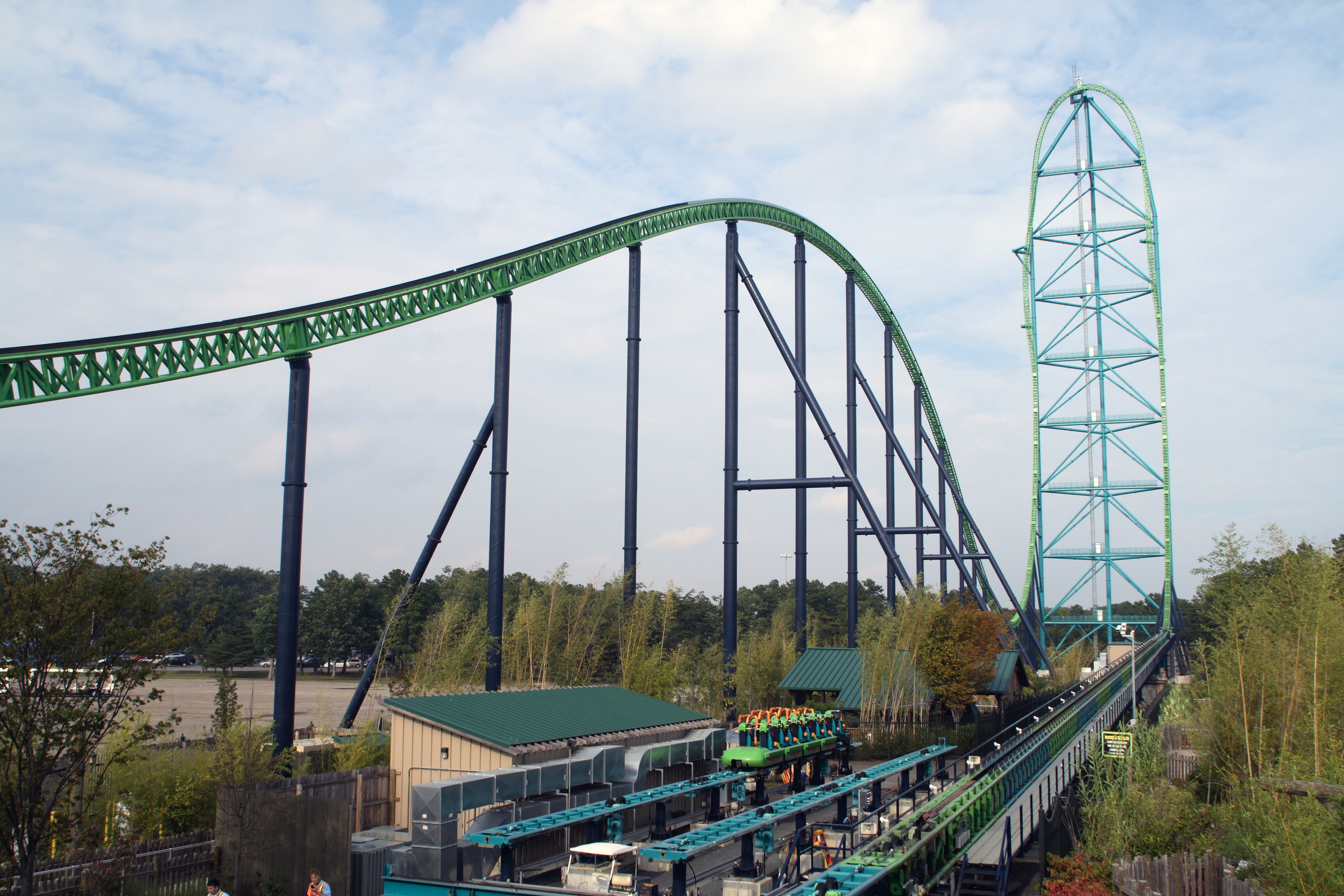
キンダ・カの全貌

キンダ・カ(英語:Kingda・Ka)は、アメリカ合衆国ニュージャージー州の遊園地「シックスフラッグス・グレート・アドベンチャー」にかつて存在した直線加速方式のローラーコースターである。

## 概要
- 2005年5月21日 に開業した。総工費は2500万アメリカ合衆国ドル。2006年 には最高速度、最高部高度、最大落差の3項目でギネスに認定され、2020年 現在では、最高速度以外の最高部高度139m、最大落差127.4mの2項目でギネスを保持している。現在最高速度ではアラブ首長国連邦にあるフェラーリ・ワールドのフォーミュラ・ロッサが240km/hでギネスを保持し、全長はナガシマスパーランドのスチールドラゴン2000 が2,479mでギネスを保持している。因みに直線加速方式ではなく、巻き上げ式としての最高部高度（最大落差）はCarowindsにあるFury325が99m（98m）を誇っている。
- 一般的なローラーコースターのような、高所に巻き上げ落下する方式ではなく、停止状態から急発進する直線加速方式が採用されている。日本国内の代表的な例では富士急ハイランドのド・ドドンパ（圧縮空気）、同高飛車（リニアモーター）、ナガシマスパーランドのシャトルループ（フライホイール）等がある。
- 発車されてから僅か3.5秒で最高速度206km/hに到達し、そのまま垂直方向へ上昇、最高部高度139mに達した後回転しながら最大傾斜角度90°で下降する。最大加速度は5G。
- 乗車時間は約50秒、身長制限は54インチ(約137cm)〜77インチ(約195cm)までであり、その他の制限は公式には記載されていない。
- 類似したローラーコースターでは、アメリカ合衆国オハイオ州にある遊園地「シダーポイント」の「トップ・スリル・ドラッグスター」、スペインの遊園地「ポルタベントゥーラ・ワールドリゾート」内に建設された「フェラーリ・ランド」のレッド・フォース(Red Force)等がある。規模はかなり小さいが、日本にもかつて福岡県北九州市のスペースワールドに類似したコースレイアウトを持つ「ザターン」が存在した。
- 2024年11月、シックス・フラッグス・グレート・アドベンチャーはキンダ・カの閉業を発表。2025年1月下旬に解体工事が開始され、2025年2月28日には爆破解体が行われた[1][2]。

## 事故
2012年7月26日、コースターの最前列に乗車していた米国人少年の顔面に突如鳥が衝突した。降車地点に向かっていた時に起こったとされ、駐車場からの音に注意を向け、顔を正面から逸らしていたことが不幸中の幸いとなった。降車すると、すぐに手配された救急車で病院へ運ばれたものの、幸い首にかすり傷を負った程度で済んだ。遊園地側は過去に起きたことがない「自然が引き起こした」事故と釈明しているという。事故を受けて遊園地側は運行を停止して調査を行い、30分後に再開した。